# Silver Link
SILVER LINK., Inc. (jap. 株式会社シルバーリンク Kabushiki-gaisha Shirubā Rinku) – japońskie studio animacji założone w grudniu 2007 przez byłego pracownika Frontline – Hayato Kaneko.

## Historia
Po założeniu firmy w 2007 roku do studia dołączył Shin Ōnuma, który wcześniej był reżyserem w Shaft. Od czasu dołączenia Ōnumy do studia większość produkcji Silver Link była realizowana z jego udziałem jako reżysera lub współreżysera. Firma posiadała także dwie spółki zależne: BEEP Co., Ltd, podwykonawcze studio animacji, oraz CONNECT, Inc, studio, które zaczęło od koprodukcji serii z Silver Link, a następnie rozszerzyło działalność o produkcję własnych animacji. Obie filie zostały rozwiązane przez studio, choć nadal funkcjonują jako oddziały firmy.
1 lutego 2016 Beep zostało wchłonięte przez Silver Link, a jego następcą zostało SILVER LINK. Overseas Division, przejmując dawną powierzchnię biurową BEEP. Jednakże marka BEEP nadal jest wykorzystywana do prac podwykonawczych realizowanych przez studio.
17 lipca 2020 ogłoszono, że Silver Link w całości wchłonie i rozwiąże spółkę Connect, a wszystkie prawa zarządzane przez spółkę zostaną przeniesione na Silver Link. Jednak Connect nadal będzie funkcjonować jako podstudio w ramach Silver Link.
3 sierpnia 2020 ogłoszono, że Asahi Broadcasting Group Holdings nabyło Silver Link za 250 milionów jenów.
1 października 2020 firma zmieniła nazwę na SILVER LINK. Asset Management Co., Ltd. i wydzieliła swoją działalność w zakresie produkcji animacji do nowej spółki o nazwie SILVER LINK., Inc.

## Produkcje

### Seriale telewizyjne
| Rok  | Tytuł                                                                                               | Reżyser(zy)                              | Liczba odcinków | Uwagi                                                                                              | Przypisy |
| ---- | --------------------------------------------------------------------------------------------------- | ---------------------------------------- | --------------- | -------------------------------------------------------------------------------------------------- | -------- |
| 2009 | Tayutama: Kiss on my Deity                                                                          | Keitaro Motonaga                         | 12              | Na podstawie powieści wizualnej wyprodukowanej przez studio Lump of Sugar.                         |          |
| 2010 | Baka to Test to shōkanjū                                                                            | Shin Ōnuma                               | 13              | Na podstawie light novel autorstwa Kenjiego Inoue.                                                 | [ 7 ]    |
| 2011 | Baka to Test to shōkanjū ni!                                                                        | Shin Ōnuma                               | 13              | Sequel Baka to Test to shōkanjū                                                                    |          |
| 2011 | C³                                                                                                  | Shin Ōnuma                               | 12              | Na podstawie light novel autorstwa Hazukiego Minase.                                               |          |
| 2012 | Tasogare Otome × Amnesia – Niepamięć panny zmierzchu                                                | Shin Ōnuma Takashi Sakamoto              | 12              | Na podstawie mangi autorstwa Maybe.                                                                | [ 8 ]    |
| 2012 | Chitose Get You!!                                                                                   | Takao Sano                               | 26              | Na podstawie czteropanelowej mangi autorstwa Etsuyi Mashimy.                                       | [ 9 ]    |
| 2012 | Kokoro Connect                                                                                      | Shin Ōnuma Shinya Kawatsura              | 13              | Na podstawie light novel autorstwa Sadanatsu Andy.                                                 | [ 10 ]   |
| 2012 | Oniichan dakedo ai sae areba kankeinai yo ne!                                                       | Keiichiro Kawaguchi                      | 12              | Na podstawie light novel autorstwa Daisuke Suzukiego.                                              | [ 11 ]   |
| 2012 | Kokoro Connect: Michi Random                                                                        | Shin Ōnuma Shinya Kawatsura              | 4               | Ostatnie cztery odcinki Kokoro Connect.                                                            | [ 12 ]   |
| 2013 | WataMote                                                                                            | Shin Ōnuma                               | 12              | Na podstawie mangi autorstwa Nico Tanigawy.                                                        | [ 13 ]   |
| 2013 | Fate/kaleid liner Prisma Illya                                                                      | Shin Ōnuma Takashi Sakamoto Mirai Minato | 10              | Na podstawie mangi Hiroshiego Hiroyamy.                                                            | [ 14 ]   |
| 2013 | Strike the Blood                                                                                    | Takao Sano Hideyo Yamamoto               | 24              | Na podstawie light novel autorstwa Gakuto Mikumo. We współpracy z Connect. (2013–14)               | [ 15 ]   |
| 2013 | Non Non Biyori                                                                                      | Shinya Kawatsura                         | 12              | Na podstawie mangi autorstwa Atto.                                                                 | [ 16 ]   |
| 2014 | Nōrin                                                                                               | Shin Ōnuma                               | 12              | Na podstawie light novel autorstwa Shirowa Shiratoriego.                                           | [ 17 ]   |
| 2014 | Fate/kaleid liner Prisma Illya 2wei!                                                                | Shin Ōnuma Masato Jinbo                  | 10              | Sequel Fate/kaleid liner Prisma Illya.                                                             | [ 18 ]   |
| 2014 | Rokujōma no shinryakusha!?                                                                          | Shin Ōnuma Jin Tamamura                  | 12              | Na podstawie light novel autorstwa Takehayi.                                                       | [ 19 ]   |
| 2014 | Girl Friend Beta                                                                                    | Naotaka Hayashi                          | 12              | Na podstawie gry mobilnej produkcji CyberAgent.                                                    | [ 20 ]   |
| 2015 | Yurikuma arashi                                                                                     | Kunihiko Ikuhara                         | 12              | Własna twórczość.                                                                                  | [ 21 ]   |
| 2015 | Chaos Dragon                                                                                        | Hideki Tachibana Masato Matsune          | 12              | Na podstawie gry fabularnej Red Dragon. We współpracy z Connect.                                   | [ 22 ]   |
| 2015 | Non Non Biyori Repeat                                                                               | Shinya Kawatsura                         | 12              | Sequel Non Non Biyori.                                                                             | [ 23 ]   |
| 2015 | Fate/kaleid liner Prisma Illya 2wei Herz!                                                           | Shin Ōnuma Masato Jinbo                  | 10              | Sequel Fate/kaleid liner Prisma Illya 2wei!.                                                       |          |
| 2015 | Rakudai kishi no Cavalry                                                                            | Shin Ōnuma Jin Tamamura                  | 12              | Na podstawie light novel autorstwa Riku Misory. We współpracy z Nexus.                             | [ 24 ]   |
| 2015 | Shomin Sample                                                                                       | Masato Jinbo                             | 12              | Na podstawie light novel autorstwa Takafumi ego Nanatsukiego.                                      | [ 25 ]   |
| 2015 | Tai-madō gakuen 35 shiken shōtai                                                                    | Tomoyuki Kawamura                        | 12              | Na podstawie light novel autorstwa Tōkiego Yanagimiego.                                            | [ 26 ]   |
| 2016 | Anne Happy                                                                                          | Shin Ōnuma                               | 12              | Na podstawie mangi autorstwa Cotoji.                                                               | [ 27 ]   |
| 2016 | Tanaka-kun wa itsumo kedaruge                                                                       | Shinya Kawatsura                         | 12              | Na podstawie mangi autorstwa Nozomi Udy.                                                           | [ 28 ]   |
| 2016 | Fate/kaleid liner Prisma Illya 3rei!                                                                | Shin Ōnuma Masato Jinbo Ken Takahashi    | 12              | Sequel Fate/kaleid liner Prisma Illya 2wei Herz!.                                                  | [ 29 ]   |
| 2016 | Ange Vierge                                                                                         | Masafumi Tamura                          | 12              | Na podstawie kolekcjonerskiej gry karcianej produkcji Kadokawy i Segi. We współpracy z Connect.    | [ 30 ]   |
| 2016 | Stella no mahou                                                                                     | Shinya Kawatsura                         | 12              | Na podstawie czteropanelowej mangi autorstwa Cloba.U.                                              | [ 31 ]   |
| 2016 | Brave Witches                                                                                       | Kazuhiro Takamura                        | 12              | Spin-off Strike Witches.                                                                           | [ 32 ]   |
| 2017 | Masamune-kun no Revenge                                                                             | Mirai Minato                             | 12              | Na podstawie mangi autorstwa Hazuki Takeoki.                                                       | [ 33 ]   |
| 2017 | Chaos;Child                                                                                         | Masato Jinbo                             | 12              | Na podstawie powieści wizualnej Chaos;Child produkcji 5pb.                                         | [ 34 ]   |
| 2017 | Busō shōjo Machiavellianism                                                                         | Hideki Tachibana                         | 12              | Na podstawie mangi autorstwa Yūyi Kurokami. We współpracy z Connect.                               | [ 35 ]   |
| 2017 | Battle Girl High School                                                                             | Noriaki Akitaya Kazuo Miyake             | 12              | Na podstawie gry społecznościowej produkcji COLOPL.                                                | [ 36 ]   |
| 2017 | Isekai shokudō                                                                                      | Masato Jinbo                             | 12              | Na podstawie light novel autorstwa Junpeia Inuzuki.                                                | [ 37 ]   |
| 2017 | Two Car                                                                                             | Masafumi Tamura                          | 12              | Własna twórczość.                                                                                  | [ 38 ]   |
| 2017 | Imouto sae Ireba Ii.                                                                                | Shin Ōnuma Jin Tamamura                  | 12              | Na podstawie light novel autorstwa Yomi Hirasaki.                                                  | [ 39 ]   |
| 2018 | Mitsuboshi Colors                                                                                   | Tomoyuki Kawamura                        | 12              | Na podstawie mangi autorstwa Katsuwo.                                                              | [ 40 ]   |
| 2018 | Death March kara hajimaru isekai kyōsōkyoku                                                         | Shin Ōnuma                               | 12              | Na podstawie light novel autorstwa Hiro Ainany. We współpracy z Connect.                           | [ 41 ]   |
| 2018 | Butlers: Chitose momotose monogatari                                                                | Ken Takahashi                            | 12              | Własna twórczość.                                                                                  | [ 42 ]   |
| 2018 | Sunohara-sō no Kanrinin-san                                                                         | Shin Ōnuma Mirai Minato                  | 12              | Na podstawie czteropanelowej mangi autorstwa Nekoume.                                              | [ 43 ]   |
| 2019 | Circlet Princess                                                                                    | Hideki Tachibana                         | 12              | Na podstawie gry przeglądarkowej produkcji DMM Games.                                              | [ 44 ]   |
| 2019 | Midara na Ao-chan wa benkyō ga dekinai                                                              | Keisuke Inoue                            | 12              | Na podstawie mangi autorstwa Ren Kawahary.                                                         | [ 45 ]   |
| 2019 | Kenja no mago                                                                                       | Masafumi Tamura                          | 12              | Na podstawie light novel autorstwa Tsuyoshiego Yoshioki.                                           | [ 46 ]   |
| 2019 | Naka no hito genome: Jikkyōchū                                                                      | Shin Ōnuma                               | 12              | Na podstawie mangi autorstwa Osory.                                                                | [ 47 ]   |
| 2020 | Itai no wa iya nano de bōgyoryoku ni kyokufuri shitai to omoimasu.                                  | Shin Ōnuma Mirai Minato                  | 12              | Na podstawie light novel autorstwa Yuumikan.                                                       | [ 48 ]   |
| 2020 | Odrodzona jako czarny charakter w grze otome, gdzie wszystkie ścieżki prowadzą do złego zakończenia | Keisuke Inoue                            | 12              | Na podstawie light novel autorstwa Satoru Yamaguchiego.                                            | [ 49 ]   |
| 2020 | Maō gakuin no futekigōsha                                                                           | Shin Ōnuma Masafumi Tamura               | 13              | Na podstawie light novel autorstwa Shu.                                                            | [ 50 ]   |
| 2020 | Kimi to boku no saigo no senjō, aruiwa sekai ga hajimaru seisen                                     | Shin Ōnuma Mirai Minato                  | 12              | Na podstawie light novel autorstwa Kei Sazane.                                                     | [ 51 ]   |
| 2021 | Non Non Biyori Nonstop                                                                              | Shinya Kawatsura                         | 12              | Sequel Non Non Biyori Repeat.                                                                      | [ 52 ]   |
| 2021 | Otome Game no hametsu Flag shika nai akuyaku reijō ni tensei shiteshimatta... X                     | Keisuke Inoue                            | 12              | Sequel Otome Game no hametsu Flag shika nai akuyaku reijō ni tensei shiteshimatta...               | [ 53 ]   |
| 2021 | Meikyū Black Company                                                                                | Mirai Minato                             | 12              | Na podstawie mangi autorstwa Yōheia Yasumury.                                                      | [ 54 ]   |
| 2021 | Niepokonana Jahy                                                                                    | Mirai Minato                             | 20              | Na podstawie mangi autorstwa Wakame Konbu.                                                         | [ 55 ]   |
| 2021 | Sekai saikō no ansatsusha, isekai kizoku ni tensei suru                                             | Masafumi Tamura                          | 12              | Na podstawie light novel autorstwa Rui Tsukuyo. We współpracy ze Studiem Palette.                  | [ 56 ]   |
| 2021 | Deep Insanity: The Lost Child                                                                       | Shin Ōnuma                               | 12              | Na podstawie gry mobilnej produkcji Square Enix.                                                   | [ 57 ]   |
| 2022 | Shijō saikyō no daimaō, murabito a ni tensei suru                                                   | Mirai Minato                             | 12              | Na podstawie light novel autorstwa Myōjin Katō. We współpracy z Blade.                             | [ 58 ]   |
| 2022 | Soredemo Ayumu wa yosetekuru                                                                        | Mirai Minato                             | 12              | Na podstawie mangi autorstwa Sōichirō Yamamoto.                                                    | [ 59 ]   |
| 2022 | Saikin yatotta Maid ga ayashii                                                                      | Mirai Minato Misuzu Hoshino              | 11              | Na podstawie mangi autorstwa Wakame Konbu. We współpracy z Blade.                                  | [ 60 ]   |
| 2023 | Itai no wa iya nano de bōgyoryoku ni kyokufuri shitai to omoimasu. sezon 2                          | Shin Ōnuma                               | 12              | Sequel Itai no wa iya nano de bōgyoryoku ni kyokufuri shitai to omoimasu..                         | [ 61 ]   |
| 2023 | Maō gakuin no futekigōsha sezon 2                                                                   | Shin Ōnuma Masafumi Tamura               | 12              | Sequel Maō gakuin no futekigōsha.                                                                  | [ 62 ]   |
| 2023 | Lv1 maō to One Room yūsha                                                                           | Keisuke Inoue                            | 12              | Na podstawie mangi autorstwa toufu. We współpracy z Blade.                                         | [ 63 ]   |
| 2023 | Masamune-kun no Revenge R                                                                           | Mirai Minato                             | 12              | Sequel Masamune-kun no Revenge.                                                                    | [ 64 ]   |
| 2023 | Ragna Crimson                                                                                       | Ken Takahashi                            | 24              | Na podstawie mangi autorstwa Daikiego Kobayashiego.                                                | [ 65 ]   |
| 2023 | Tearmoon teikoku monogatari: Dantōdai kara hajimaru, hime no tensei gyakuten Story                  | Yūshi Ibe                                | 12              | Na podstawie light novel autorstwa Nozomu Mochitsuki.                                              | [ 66 ]   |
| 2024 | Sasaki to Pii-chan                                                                                  | Mirai Minato                             | 12              | Na podstawie light novel autorstwa Buncololi.                                                      | [ 67 ]   |
| 2024 | Dosanko Gal wa namara menkoi                                                                        | Mirai Minato Misuzu Hoshino              | 12              | Na podstawie mangi autorstwa Kaia Ikady. We współpracy z Blade.                                    | [ 68 ]   |
| 2024 | Yozakura-san chi no daisakusen                                                                      | Mirai Minato                             | 27              | Na podstawie mangi autorstwa Hitsujiego Gondairy.                                                  | [ 69 ]   |
| 2024 | Kimi to boku no saigo no senjō, aruiwa sekai ga hajimaru seisen sezon 2                             | Yuki Inaba                               | nieznana        | Sequel Kimi to boku no saigo no senjō, aruiwa sekai ga hajimaru. We współpracy ze Studiem Palette. | [ 70 ]   |

### OVA/ONA
| Rok  | Tytuł                                           | Reżyser(zy)                | Liczba odcinków | Uwagi                                                                              | Przypisy |
| ---- | ----------------------------------------------- | -------------------------- | --------------- | ---------------------------------------------------------------------------------- | -------- |
| 2011 | Baka to Test to shōkanjū: Matsuri               | Shin Ōnuma                 | 2               |                                                                                    |          |
| 2012 | Kyō no Asuka Show                               | Masashi Kudo               | 20              | Na podstawie mangi autorstwa Taishiego Mori. (2012–13)                             | [ 71 ]   |
| 2012 | Otome wa boku ni koishiteru: Futari no Elder    | Shinya Kawatsura           | 3               | Na podstawie powieści wizualnej produkcji Caramel Box                              | [ 72 ]   |
| 2012 | C³                                              | Shin Ōnuma                 | 1               | Na podstawie light novel autorstwa Hazukiego Minase.                               |          |
| 2014 | Strike Witches: Operation Victory Arrow         | Kazuhiro Takamura          | 3               | (2014–15)                                                                          |          |
| 2014 | Bonjour Koiaji Pâtisserie                       | Noriaki Akitaya            | 24              | Na podstawie gry mobilnej produkcji more games. We współpracy z Connect. (2014–15) |          |
| 2014 | Imawa no kuni no Alice                          | Hideki Tachibana           | 3               | Na podstawie shōnen-mangi autorstwa Haro Aso.                                      | [ 73 ]   |
| 2015 | Strike the Blood: Valkyria no ōkoku-hen         | Hideyo Yamamoto Takao Sano | 2               | Sequel Strike the Blood. We współpracy z Connect.                                  | [ 74 ]   |
| 2016 | Tanaka-kun wa itsumo kedaruge                   | Shinya Kawatsura           | 2               |                                                                                    | [ 75 ]   |
| 2016 | Strike the Blood II                             | Hideyo Yamamoto Takao Sano | 8               | Sequel Strike the Blood: Valkyria no ōkoku-hen We współpracy z Connect.            | [ 76 ]   |
| 2017 | Busō shōjo Machiavellianism                     | Hideki Tachibana           | 1               | We współpracy z Connect.                                                           |          |
| 2019 | Fate/kaleid liner Prisma Illya: Prisma Phantasm | Shin Ōnuma                 | 1               |                                                                                    | [ 77 ]   |

### Filmy
| Rok  | Tytuł                                                      | Reżyser(zy)      | Data premiery | Uwagi                                                  | Przypisy |
| ---- | ---------------------------------------------------------- | ---------------- | ------------- | ------------------------------------------------------ | -------- |
| 2017 | Chaos;Child: Silent Sky                                    | Masato Jinbo     | 17 czerwca    | Sequel Chaos;Child.                                    | [ 78 ]   |
| 2017 | Fate/Kaleid Liner Prisma Illya: Sekka no chikai            | Shin Ōnuma       | 26 sierpnia   | Sequel Fate/kaleid liner Prisma Illya 3rei!!.          | [ 79 ]   |
| 2018 | Non Non Biyori Vacation                                    | Shinya Kawatsura | 25 sierpnia   | Sequel Non Non Biyori Repeat.                          | [ 80 ]   |
| 2021 | Fate/kaleid liner Prisma Illya: Licht – Namae no nai shōjo | Shin Ōnuma       | 27 sierpnia   | Sequel Fate/Kaleid Liner Prisma Illya: Sekka no chikai | [ 81 ]   |